# Pieter Schoubroeck

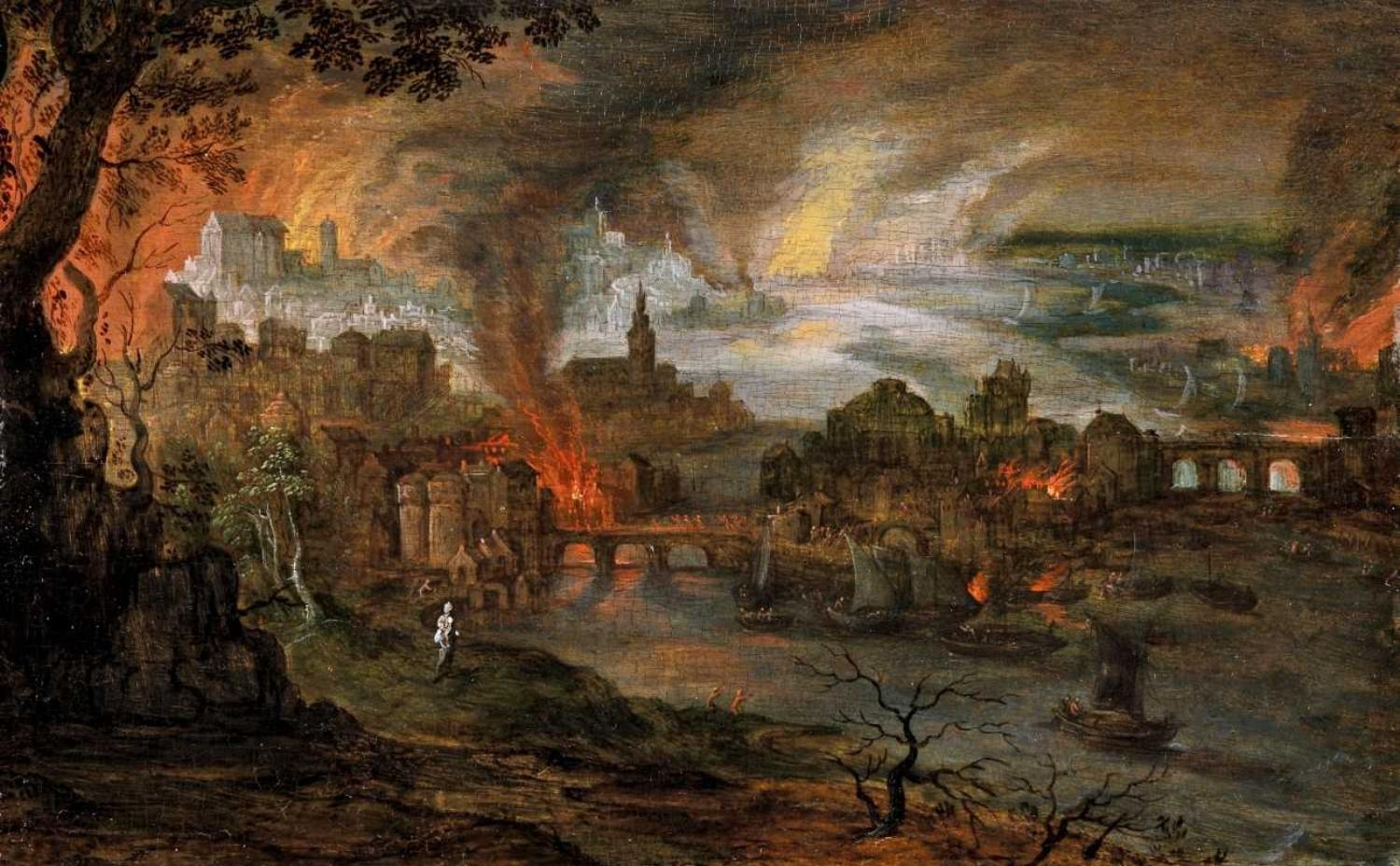
Pieter Schoubroeck: Die Verwüstung von Sodom und Gomorra

Pieter Schoubroeck (* um 1570/1573 in Lambrecht; † 28. Juni 1607 in Frankenthal), auch Pieter Schaubroeck, war ein flämischer Maler in Frankenthal in der Kurpfalz.

## Lebenslauf
Sein Vater, der Prediger Niclaes Schoubroeck, kam als Verfolgter calvinistischen Glaubens erstmals 1566 nach Frankenthal. Seine Mutter war Clarken de Wale. Schoubroeck war ein bedeutender Vertreter der in Frankenthal ansässigen flämischen Malergruppe, zu der auch Hendrick van der Borcht und Anton Mirou gehörten. Eine Malerlehre absolvierte Pieter Schroubroeck 1583 bei Roment Verbiest in Mechelen.
1586 waren Vater Niclaes und vermutlich auch sein Sohn Pieter in Heßheim bei Frankenthal ansässig, wo auch Coninxloo lebte und arbeitete. So wird als weiterer Lehrmeister Schoubroecks Gillis van Coninxloo vermutet. Während einer Romreise im Jahr 1595 kam Schroubroeck mit Werken seiner Landsleute Paul Bril und Jan Brueghel dem Älteren in Kontakt, die stilprägend für ihn wurden.
Von 1597 bis 1600 hielt sich der Maler in Nürnberg auf. Er war verheiratet mit Catharina Caimox (auch: Caymox), Tochter des von 1581 bis 1588 in Frankenthal lebenden Kunsthändlers Cornelis Caimox, der auf den Messen Leipzig und Frankfurt handelte. Taufpate des im Jahr 1600 getauften Sohnes Peter des Ehepaares Schoubroeck war Henricus Mirou, der Vater des Malers Anton Mirou.

## Werke
Pieter Schoubroeck war ein Maler realistisch anmutender Landschaften mit fantastischen Szenerien, die er häufig durch Feuer oder Mondlicht effektvoll beleuchtete. Neben religiösen Werken um das Alte und Neue Testament stellte er auch geschichtliche Ereignisse wie etwa die Zerstörung Trojas dar.
Schoubroecks Werke befinden sich heute in Museen wie dem Musée des beaux-arts et d’archéologie de Besançon, dem Herzog Anton Ulrich-Museum Braunschweig, der Gemäldegalerie Alte Meister in Kassel, den Reiss-Engelhorn-Museen in Mannheim, der Alten Pinakothek München, dem Saarlandmuseum Saarbrücken und dem Historischen Museum der Pfalz in Speyer.
Auf dem Kunstmarkt wurden für seine Ölgemälde bis zu 185.000 Dollar bezahlt.

## Trivia
Auf mehreren Webseiten des europäischen Kunstmarkts wird sein Geburtsort mit Heßheim oder gar Herzheim statt Lambrecht (Pfalz) angegeben. Seine Verbindung zu Heßheim beginnt erst mit dem Jahr 1586.